# František Kroupa
František Kroupa (* 7. ledna 1943) je český politik, bývalý senátor za obvod č. 76 – Kroměříž, zastupitel Chropyně.

## Vzdělání, profese a rodina
Do roku 1990 pracoval v Technoplastu Chropyně. Spolu se svou ženou Růženou mají dvě děti, staršího syna Františka a mladší dceru Romanu. Dohromady pak mají 5 vnoučat.

## Politická kariéra
V letech 1991 až 1997 byl členem Občanského hnutí a poté SD-LSNS.
V letech 1990 až 2014 zasedal v zastupitelstvu města Chropyně, kde v letech 1990–1998 působil jako starosta.
Ve volbách 1998 se stal členem horní komory českého parlamentu jako nestraník za Čtyřkoalici, i když původně tento obvod měl obsadit kandidát KDU-ČSL František Rafaja. Ve volbách zvítězil v obou kolech, když porazil sociálního demokrata Jana Slaninu. V senátu se angažoval ve Výboru pro zahraniční věci, obranu a bezpečnost, kde v letech 2000–2004 zastával funkci místopředsedy. Ve volbách 2004 svůj mandát obhajoval, když kandidoval za SNK-ED, avšak se ziskem 6,09 % hlasů skončil na předposledním 6. místě.